# Щукин, Иван Фёдорович
Иван Фёдорович Щукин (27 декабря 1909 — 21 мая 1985) — участник Великой Отечественной войны, командир батальона 301-го гвардейского стрелкового полка 100-й гвардейской стрелковой дивизии 9-й гвардейской армии 3-го Украинского фронта, Герой Советского Союза.

## Биография
Родился 14 (27) декабря 1909 года в деревне Бобровка ныне Верховского района Орловской области в крестьянской семье. Русский. Окончил техникум. Работал столяром на Кемеровском коксохимическом комбинате.
В Красной Армии с 1931 года. В 1939 году окончил Омское военное пехотное училище и в 1940 году — курсы «Выстрел». На фронте в Великую Отечественную войну с февраля 1943 года. Член ВКП(б)/КПСС с 1942 года.
Командир батальона 301-го гвардейского стрелкового полка (100-я гвардейская стрелковая дивизия, 9-я гвардейская армия, 3-й Украинский фронт) гвардии майор Иван Щукин особо отличился в боях при взятии столицы Австрии Вены.
4 апреля 1945 года вверенный И. Ф. Щукину батальон штурмом овладел крупным опорным пунктом на подступах к Вене, а в ночь на 12 апреля 1945 года форсировал Венский судоходный канал, способствуя успешным действиям 100-й гвардейской стрелковой дивизии.
Указом Президиума Верховного Совета СССР от 28 апреля 1945 года за образцовое выполнение боевых заданий командования на фронте борьбы с немецко-фашистскими захватчиками и проявленные при этом мужество и героизм гвардии майору Щукину Ивану Фёдоровичу присвоено звание Героя Советского Союза с вручением ордена Ленина и медали «Золотая Звезда» (№ 8934).
После войны продолжал службу в армии, в 1947 году окончил Высшие офицерские курсы Воздушно-десантных войск. С 1955 года подполковник И. Ф. Щукин — в запасе.
Заслуженный ветеран жил в городе Раменское Московской области. Работал преподавателем в средней школе, наладчиком и мастером на заводе «Техноприбор». Скончался 21 мая 1985 года. Похоронен на Старом кладбище в Раменском.

## Награды
- Медаль «Золотая Звезда» (№ 8934);
- орден Ленина;
- два ордена Красного Знамени;
- орден Отечественной войны 1-й степени;
- орден Красной Звезды;
- медали.

## Память
Имя Ивана Щукина носит улица в городе Раменское. Помимо этого, в Раменском (где формировалась 100-я гвардейская воздушно-десантная дивизия) в честь Героев-десантников названа улица.